# Stuessya
Stuessya là một chi thực vật có hoa trong họ Cúc (Asteraceae).

## Loài
Chi Stuessya gồm các loài: